# جهان أباد سفلي (غرغان)
جهان أباد سفلي (بالفارسية: جهان‌آباد سفلی) هي قرية تقع في غلستان في إيران. يقدر عدد سكانها بـ 1,183 نسمة .